# Station Dobrowo Gdańskie
Station Dobrowo Gdańskie is een spoorwegstation in de Poolse stad Gdańsk.